# Sing It Away
«Sing It Away» (укр. Виспівай це геть) — пісня фінської співачки Санд'ї, з якою вона представляла Фінляндію на   Євробаченні 2016 в Стокгольмі, Швеція.

## Євробачення 2016
2016 року Санд'я бере участь у фінському конкурсі «Uuden Musiikin Kilpailu», який водночас був відбором Фінляндії на Пісенний конкурс Євробачення 2016. Під час фіналу відбору, який відбувся 27 лютого, співачка перемагає (вона зайняла перше місце за голосуванням журі і третє за голосуванням телеглядачів), і це надає їй право представляти свою країну на Євробаченні 2016 у Стокгольмі, Швеція. 

## Чарти
| Чарт (2016)                                | Найвища позиція |
| ------------------------------------------ | --------------- |
| Фінляндія (Finland Download) (Latauslista) | 8               |